# Североамериканский международный автосалон
Североамериканский международный автосалон (англ. NAIAS, North American International Auto Show), ранее Детройтский автосалон, — международная выставка автомобилей и технологий, проходящая ежегодно в середине января в Детройте (штат Мичиган, США). Автосалон важен отчасти потому, что штаб-квартиры «большой тройки» американских автопроизводителей — Chrysler, Ford и General Motors — находятся в Детройте.

## История
В 1899 году Уильям Метцгер, американский бизнесмен, участвовал в организации Детройтского автосалона. В следующем году он помогал организовать Нью-Йоркский автосалон в Мэдисон-сквер-гарден, Нью-Йорк.
В декабре 1907 года Детройтский автосалон проводился в Beller’s Beer Garden в Риверсайд парке, где проводился ежегодно. Первые десятилетия существования автосалона на выставке присутствовали исключительно национальные экспонаты. В связи с началом Второй мировой войны продажа и доставка новых пассажирских автомобилей и грузовиков была запрещена правительством США. Поэтому выставка не проводилась с 1941 по 1953 год.
В 1957 году впервые на выставке присутствовали иностранные автопроизводители. «Большая тройка» делила место на площадках с Volvo, Isetta, Mercedes-Benz и Porsche. В 1965 году выставка переехала на своё текущее месторасположение в выставочном центре имени Кобо, находящимся в деловом центре Детройта.
В 1989 году автосалон был переименован в Североамериканский международный автосалон. В 1993 году в печать поступил первый информационный бюллетень выставки. Через год дебютировала награда «Североамериканский автомобиль и грузовик года» (англ. NACTOY, North American Car and Truck of the Year). Награждение проводит жюри, состоящее из лучших представителей североамериканской прессы. В 1996 году американский журнал Time, одно из главных изданий Северной Америки, предоставил место в своём издании для обзора выставки.
В 1997 году MSN CarPoint, автомобильный веб-сайт корпорации Microsoft, начал служить официальным веб-сайтом для NAIAS. Интернет-портал обеспечивал информацию о пресс-конференциях, автомобильных событиях в режиме реального времени и в 2002 году имел более чем 6 миллионов уникальных посетителей, тем самым создавая беспрецедентную рекламу для автосалона во всём мире. Был подписан договор о сотрудничестве с WXYZ-TV/Channel 7 (местное телевидение), которое обычно вещало последние новости с NAIAS. Произошло увеличение места выставки за счёт Michigan Hall и там же был устроен показ фургонов. Michigan Hall открылся во время пресс конференций для обеспечения доступа для СМИ к новым «экспонатам» шоу.
В 2001 году The Northwest World Club получил место в выставочном центре имени Кобо, предлагая услуги доступа к СМИ корпоративным исполнителям, посещающим выставку. Через год кафе были перемещены из Michigan Hall в Cobo центр. В 2003 году шоу привлекло более 28 000 человек из 1800 компаний и более чем 6600 журналистов, из которых 40 % были не из США.
В 2004 году на автовыставке присутствовали 79 новых моделей транспортных средств, 55 из которых были всемирно известными. Посещаемость автосалона 2004 года составила 808 833 человек.
В 2005 году на выставке дебютировало 68 новых марок автомобилей. Автосалон получил репутацию витрины с новыми транспортными средствами, которая с 1989 года успела показать 924 новинки. NBC осуществила двухчасовой специальный репортаж в режиме прямой трансляции в заключительный день автошоу, который привлёк около 8.8 миллионов зрителей.
В 2006 году шоу представило 70 новых моделей автомобилей, включая экспонаты от китайского автопроизводителя Geely. Выставка привлекла 6647 журналистов из 62 стран с шести континентов. Осуществлялись благотворительные мероприятия, благодаря которым организаторы шоу с 1976 года передали 65 млн долларов в фонд помощи детям.
В 2008 выставка вместила около 700 000 посетителей, 6000 международных СМИ из 63 стран и 37 000 представителей торговых марок из 2000 компаний.

## Выставки

### 2016
Выставка 2016 года прошла с 11 по 24 января. С 11 по 12 число состоялись дни прессы, с 13 по 14 — дни автопроизводителей, 15 января — благотворительные мероприятия, с 16 по 24 число — открытие для публики.

#### Награды «Североамериканский автомобиль года» и «Североамериканский внедорожник года»
Honda Civic и Volvo XC90 получили награды «Североамериканский автомобиль года» и «Североамериканский внедорожник года».

#### Презентации легковых автомобилей
- 2017 Audi A4 (Североамериканский дебют)[4]
- 2017 Audi A4 allroad quattro[4]
- 2016 BMW M2[5]
- 2016 BMW X4 M40i[5]
- 2016 Buick Envision (Североамериканский дебют)[6]
- 2017 Chevrolet Cruze (хетчбэк)[7]
- 2017 Chrysler Pacifica[8]
- Fisker Force 1[9]
- 2017 Ford F-150 Raptor SuperCrew[10]
- 2017 Ford Fusion (рестайлинг)[11]
- 2017 Genesis G90[12]
- 2017 GMC Acadia[13]
- 2017 Honda Ridgeline[14]
- 2016 Infiniti Q50 (рестайлинг)[15]
- 2017 Infiniti Q60[15]
- 2016 Infiniti QX60 (рестайлинг)[15]
- 2017 Kia Forte/Forte5 (рестайлинг)[16]
- 2017 Lexus LC 500[17]
- 2017 Lincoln Continental[18]
- 2017 Mercedes-AMG S65 Cabriolet[19]
- 2017 Mercedes-Benz E-класс (W213)
- 2017 Mercedes-Benz SLC-класс[20]
- 2017 Porsche 911 Turbo, Turbo S (991.2)[21]
- 2017 Volvo S90[22]

#### Презентации концепт-каров
- Acura Precision Concept[23]
- Audi h-tron quattro concept[4]
- Buick Avista[24]
- Kia Telluride[25]
- Nissan IDS (дебют в США)[26]
- Nissan Titan Warrior Concept[27]
- Volkswagen Tiguan GTE Active Concept[28]

### 2015

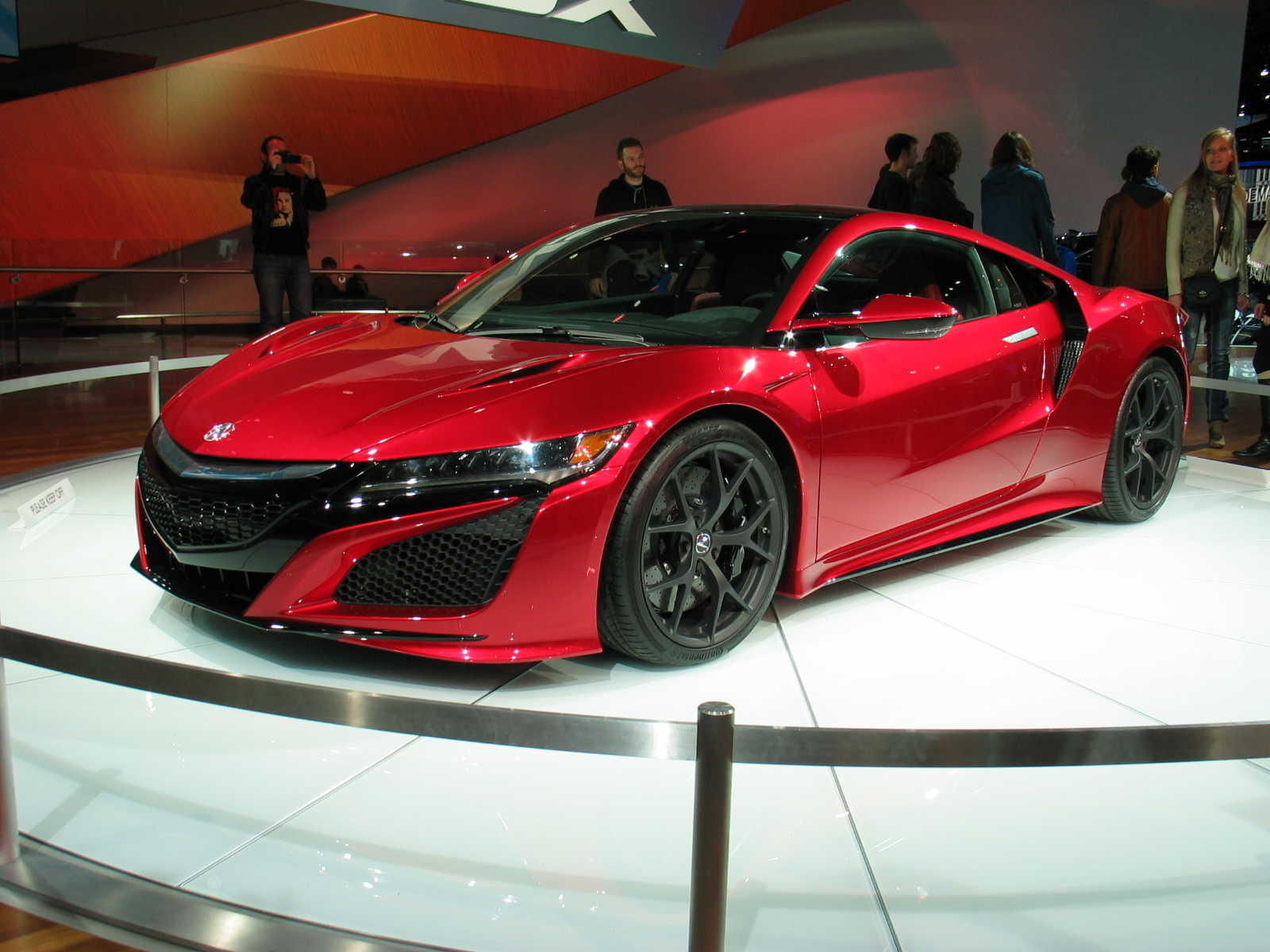
Acura NSX на выставке 2015 года

Выставка 2015 года проходила с 12 по 25 января. С 12 по 13 января проходили дни прессы, с 14 по 15 — дни производителей, 16 января — благотворительные мероприятия, с 17 по 25 число — открытие для публики.

#### Награды «Североамериканский автомобиль года» и «Североамериканский внедорожник года»
Автомобили VW Golf/Golf GTI и Ford F-150 получили награды «Североамериканский автомобиль года» и «Североамериканский внедорожник года» соответственно.

#### Презентации легковых автомобилей
- 2016 Acura NSX[31]
- 2015 Alfa Romeo 4C Spider[32]
- 2016 Audi Q7[33]
- 2016 BMW 6 Series, M6 (рестайлинг)[34]
- 2016 Buick Cascada[35]
- 2016 Cadillac CTS-V[36]
- 2016 Chevrolet Volt (second generation)[37]
- 2017 Ford F-150 Raptor[38]
- 2017 Ford GT[39]
- 2016 Ford Shelby GT350R Mustang[40]
- 2016 Hyundai Sonata Hybrid (Североамериканский дебют)[41]
- 2016 Hyundai Sonata Plug-in Hybrid[42]
- 2016 Jaguar XE (Североамериканский дебют)[43]
- 2016 Lexus GS F[44]
- 2016 Lincoln MKX[45]
- 2016 Mercedes-Benz C350 Plug-in Hybrid[46]
- 2015 Mercedes-Benz C450 AMG[47]
- 2015 Mercedes-Benz GLE-Class Coupé[48]
- 2015 Mini John Cooper Works Hardtop[49]
- 2016 Nissan Titan XD[50]
- 2015 Porsche 911 Targa 4 GTS[51]
- 2015 Porsche Cayenne Turbo S (рестайлинг)[51]
- 2015 Ram 1500 Rebel[52]
- 2016 Range Rover Td6, Range Rover Sport Td6 (Североамериканский дебют)[53]
- 2016 Toyota Tacoma[54]
- 2015 Volvo S60 Cross Country[55]
- 2016 Volvo S60 Inscription (LWB)[56]

#### Презентации концепт-каров
- Buick Avenir[57]
- Chevrolet Bolt EV[58]
- Honda FCV Concept (Североамериканский дебют)[59]
- Hyundai Santa Cruz Crossover Truck Concept[60]
- Infiniti Q60 Concept[61]
- Volkswagen Cross Coupe GTE Concept[62]

#### Награда «EyesOn Design Awards»
Автомобиль Ford GT был удостоен награды EyesOn Design в категории «Лучший дизайн серийного автомобиля», в то время как Buick Avenir победил в номинациях «Лучший концептуальный автомобиль» и «Лучшее применение Цвета, Графических устройства ввода-вывода и Материалов». Audi Q7 победила в конкурсе на «Лучший дизайн интерьера»

### 2014

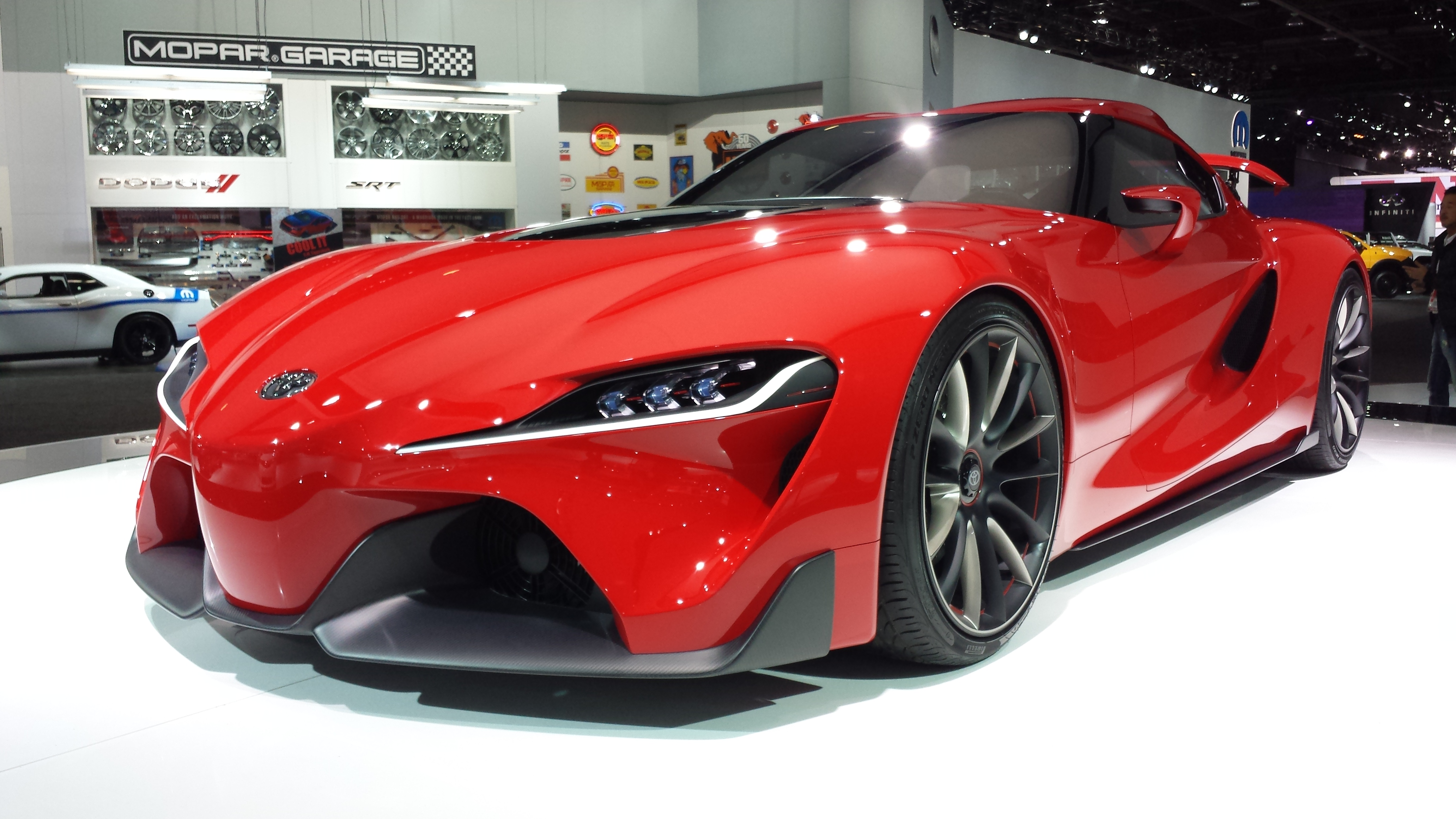
Toyota FT-1 Concept на выставке 2014 года

В 2014 году автомобильная выставка проходила с 13 по 26 января.
- 13—14 января — дни прессы;
- 15—16 января — дни специалистов;
- 17 января — день просмотра для сбора средств в благотворительный фонд;
- 18—26 января — дни для открытого посещения.

#### Награды «Североамериканский автомобиль года» и «Североамериканский внедорожник года»
Chevrolet Corvette Stingray и Chevrolet Silverado получили награды «Североамериканский автомобиль года» и «Североамериканский внедорожник года».

#### Презентации легковых автомобилей
- 2015 Audi A8/S8 (рестайлинг) (Североамериканский дебют)[65]
- 2015 Audi Q3 (Североамериканский дебют)[66]
- 2014 BMW 2 серии[67]
- 2015 BMW M3[67]
- 2015 BMW M4[67]
- 2015 Cadillac ATS Coupe[68]
- 2015 Chevrolet Corvette Z06[69]
- 2015 Chrysler 200[70]
- 2015 Ford F-150[71]
- 2015 Ford Mustang (дебют на автошоу)
- 2015 GMC Canyon[72]
- 2015 Honda Fit[73]
- 2015 Hyundai Genesis[74]
- 2015 Lexus RC (Североамериканский дебют)[75]
- 2015 Lexus RC F[76]
- 2015 Mercedes-Benz C-класс[77]
- 2015 Mercedes-Benz GLA45 AMG[78]
- 2015 Mercedes-Benz S600[79]
- 2015 Porsche 911 Targa[80]
- 2015 Subaru WRX STI[81]
- 2015 Volkswagen Golf R (Североамериканский дебют)[82]

#### Презентации концепт-каров
- 2015 Acura TLX прототип[83]
- Audi allroad Shooting Brake[84]
- Infiniti Q50 Eau Rouge[85]
- Kia GT4 Stinger[86]
- Mercedes-Benz Concept S-Class Coupé (Североамериканский дебют)
- Mini John Cooper Works concept[87]
- Nissan IDx Freeflow and IDx NISMO (США)[88]
- Nissan Sports Sedan concept[89]
- Toyota FT-1[90]
- Volkswagen Beetle Dune[91]
- Volkswagen Passat BlueMotion Concept[92]
- Volvo Concept XC Coupé[93]

#### Презентации гоночных машин
- Acura TLX GT Race Car[94]
- Chevrolet Corvette C7.R[95]

### 2013

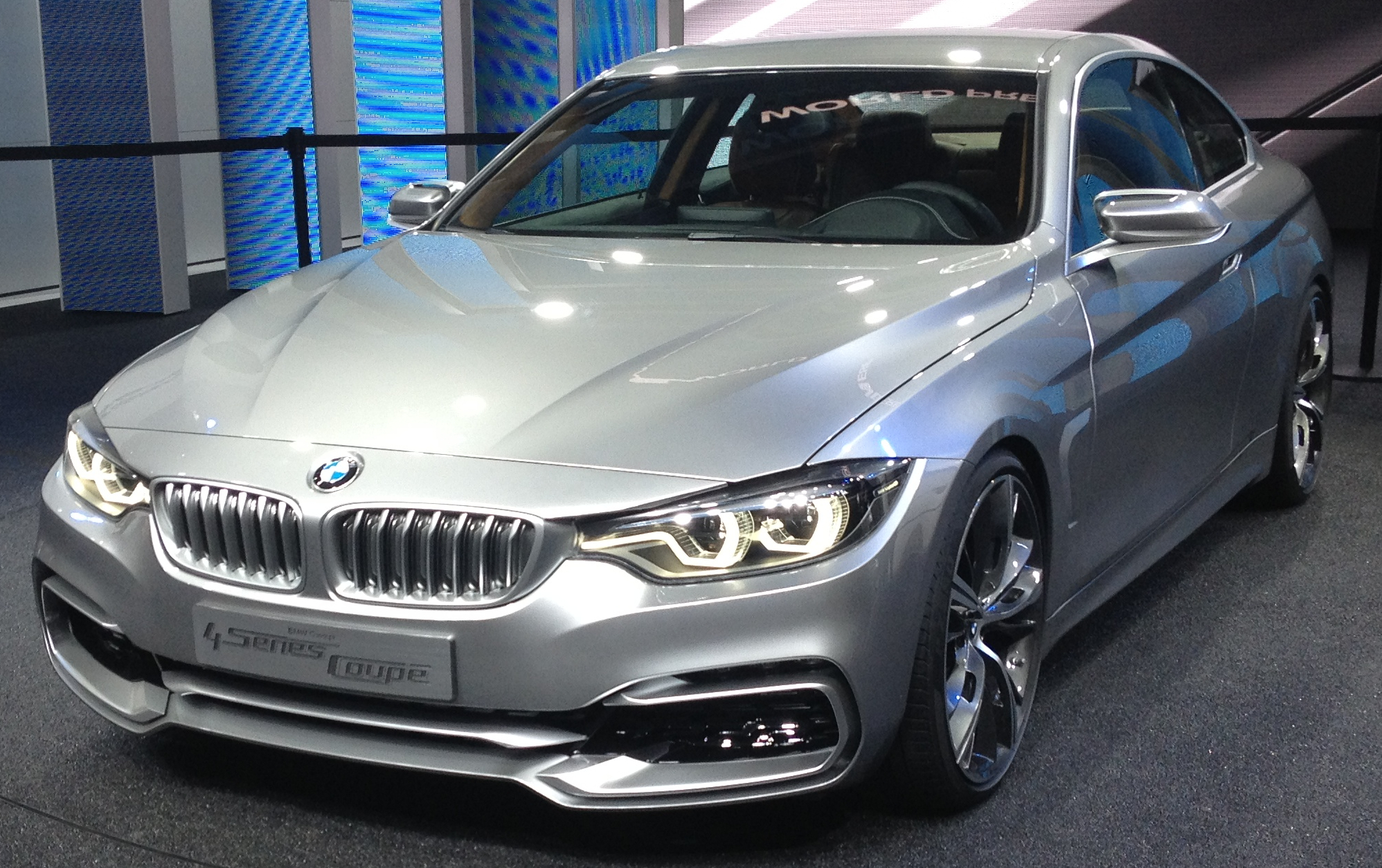
BMW Concept 4-series Coupe на выставке 2013 года

В 2013 году автосалон проходил с 14 по 27 января.
- 14—15 января — дни прессы;
- 16—17 января — дни специалистов;
- 18 января — день просмотра для сбора средств в благотворительный фонд;
- 19—27 января — дни для открытого посещения.

#### Награды «Североамериканский автомобиль года» и «Североамериканский внедорожник года»
Cadillac ATS и Ram 1500 получили награды «Североамериканский автомобиль года» и «Североамериканский внедорожник года».

#### Презентации легковых автомобилей
- 2014 Audi R8 (рестайлинг)[97]
- 2014 Audi S5 Cabriolet (Североамериканский дебют)[97]
- 2014 Audi RS7[98]
- 2014 Audi SQ5 (бензиновая версия)[99]
- Bentley Continental GT Speed Convertible[100]
- 2013 BMW 320i (США)[101]
- 2014 BMW M6 Gran Coupe[102]
- 2014 BMW Z4[103]
- 2014 Cadillac ELR[104]
- 2014 Chevrolet Corvette Stingray[105]
- 2014 Chevrolet Silverado[106]
- 2013 Chrysler 300 Motown Edition[107]
- 2013 Dodge Dart GT[108]
- 2014 Ford Transit (Североамериканский дебют)[109]
- 2014 GMC Sierra
- 2014 Infiniti Q50[110][111]
- 2014 Jeep Compass[112]
- 2014 Jeep Grand Cherokee (рестайлинг)[113]
- 2014 Kia Cadenza (Североамериканский дебют)[114]
- 2014 Lexus IS[115]
- 2014 Maserati Quattroporte[116]
- 2014 Mercedes-Benz CLA[117]
- 2014 Mercedes-Benz E-Class (рестайлинг)[118]
- 2014 Mini John Cooper Works Paceman[119]
- 2014 Nissan Versa Note (Североамериканский дебют)[120]
- 2014 Porsche Cayenne Turbo S[121]
- 2013 Shelby Focus ST[122]
- 2014 Volkswagen Tiguan R-Line[123]
- 2014 Volkswagen Touareg R-Line[123]

#### Презентации концепт-каров
- Acura MDX[124]
- Acura NSX (обновленный в 2013 году интерьер)[125]
- BMW 4 Series Coupe[126]
- Fiat 500[127]
- Ford Atlas[128]
- Honda Urban SUV[129]
- Hyundai HCD-14 Genesis[130]
- Lincoln MKC[131]
- Nissan Resonance[132]
- Toyota Corolla Furia[133]
- Volkswagen Crossblue (анонсирована на 2016 год, показана на автошоу в 2014 году)[134]
- Volkswagen Passat Performance[135]

Компания Chevrolet показала модели, которые будут продаваться за пределами Соединенных Штатов: Onix, Orlando, Sail, Spin, и Trax.

### 2012

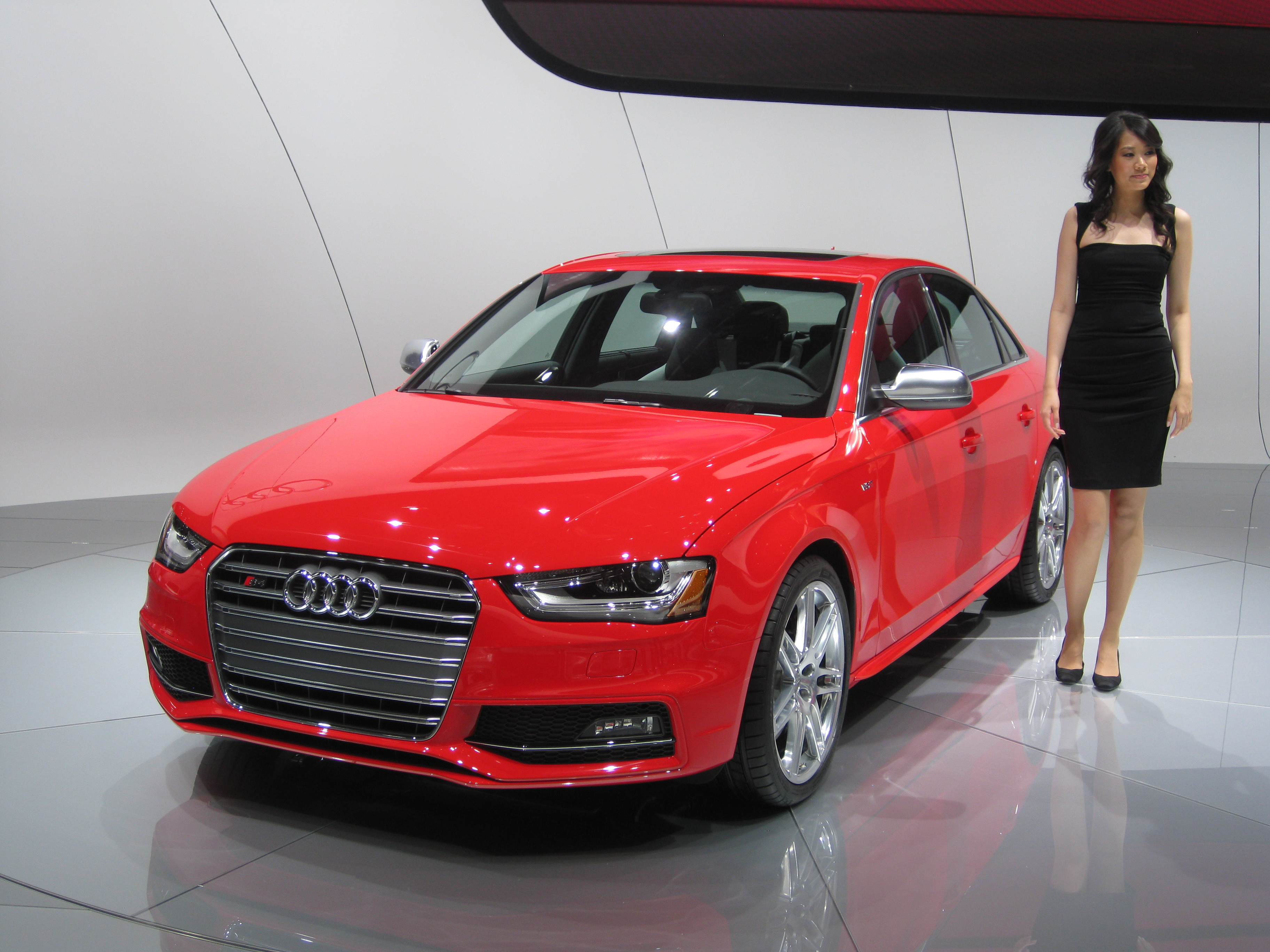
Audi S4 на выставке 2012 года

В 2012 году Показ проходил с 9 по 22 января.
- 9—10 января — дни прессы;
- 11—12 января — дни специалистов;
- 13 января — день просмотра для сбора средств в благотворительный фонд;
- 14—22 января — дни для открытого посещения.

Компания Nissan вернулась на выставку после трёхлетнего отсутствия.

#### Награды «Североамериканский автомобиль года» и «Североамериканский внедорожник года»
Hyundai Elantra получила награду «Североамериканский автомобиль года», а Североамериканским внедорожником года был признан Range Rover Evoque.

#### Презентации легковых автомобилей
- 2013 Acura RDX
- 2013 Audi A4
- 2013 Audi S4
- 2013 Audi allroad
- 2012 Bentley Continental GT V8
- 2012 BMW F30 (Североамериканский дебют)
- 2012 BMW ActiveHybrid 3
- 2012 BMW ActiveHybrid 5
- 2013 Buick Encore
- 2013 Cadillac ATS
- 2013 Chevrolet Sonic RS
- 2012 Chrysler 200 Super S
- 2012 Dodge Charger Redline
- 2013 Dodge Dart
- 2013 Ford Fusion
- 2013 Hyundai Genesis Coupe (Североамериканский дебют)
- 2013 Hyundai Veloster Turbo
- 2013 Lexus LX
- 2013 Mercedes-Benz SL-Class
- 2012 Mini Roadster
- 2012 Porsche 911 Carrera/Carrera S Кабриолет
- 2013 Scion FR-S (Североамериканский дебют)
- 2013 Subaru BRZ (США)
- 2012 Toyota Prius c (Североамериканский дебют)
- 2013 Volkswagen Jetta Гибрид

#### Презентации концепт-каров
- 2013 Acura ILX
- Acura NSX
- Audi Q3 Vail
- Chevrolet Code 130R
- Chevrolet Tru 140S
- Chrysler 700C
- Ford Evos (Североамериканский дебют)
- 2013 Honda Accord Купе
- Lexus LF-LC
- 2013 Lincoln MKZ
- Maserati Kubang (Североамериканский дебют)
- Nissan e-NV200
- 2013 Nissan Pathfinder
- smart Forus
- Toyota NS4[139]
- Volkswagen E-Bugster
- Volvo XC60 Plug-in Hybrid

### 2011

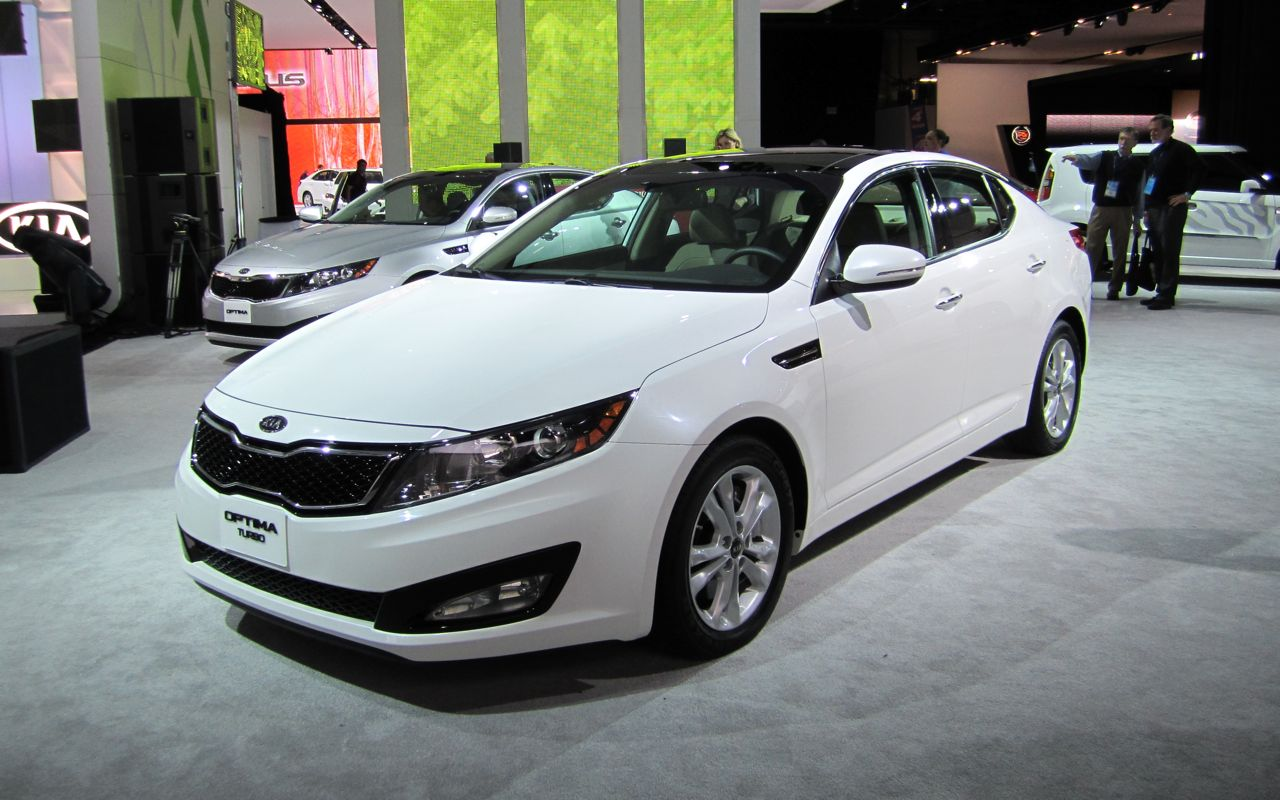
Kia Optima на выставке 2011 года

В 2011 году выставка проходила с 10 по 23 января.
- 10—11 января — дни прессы;
- 12—13 января — дни специалистов;
- 14 января — день просмотра для сбора средств в благотворительный фонд;
- 15—23 января — дни для открытого посещения.

Компания Porsche вернулась на показ впервые с 2007.

#### Награды «Североамериканский автомобиль года» и «Североамериканский внедорожник года»
Chevrolet Volt и Ford Explorer были выбраны для получения наград «Североамериканский автомобиль года» и «Североамериканский внедорожник года».

#### Презентации легковых автомобилей
- 2012 Audi A6[142]
- 2012 BMW 1 Series M Coupe[143]
- 2012 BMW 6 Series Convertible[144]
- 2012 Buick Verano[145]
- 2012 Chevrolet Sonic[146]
- 2011 Chrysler 300[147]
- 2012 Ford C-Max (Североамериканский дебют)[148]
- 2013 Ford C-Max Energi[149]
- 2013 Ford C-Max Hybrid[149]
- 2012 Hyundai Veloster[150]
- 2011 Jeep Compass[151]
- 2012 Mercedes-Benz C-Class[152]
- 2012 Mercedes-Benz S350 Bluetec[153]
- 2013 Toyota Prius Plug-in[154]
- 2012 Toyota Prius V[154]
- 2012 Volkswagen Passat (Североамериканская версия)[155]

#### Презентации концепт-каров
- Ford Vertrek[156]
- GMC Sierra All Terrain HD[157]
- Honda Civic & Civic Si concept[158]
- Hyundai Curb[151]
- Kia KV7[159]
- Mini Paceman[160]
- Porsche 918 RSR[161]
- Toyota Prius C concept[154]

### 2009

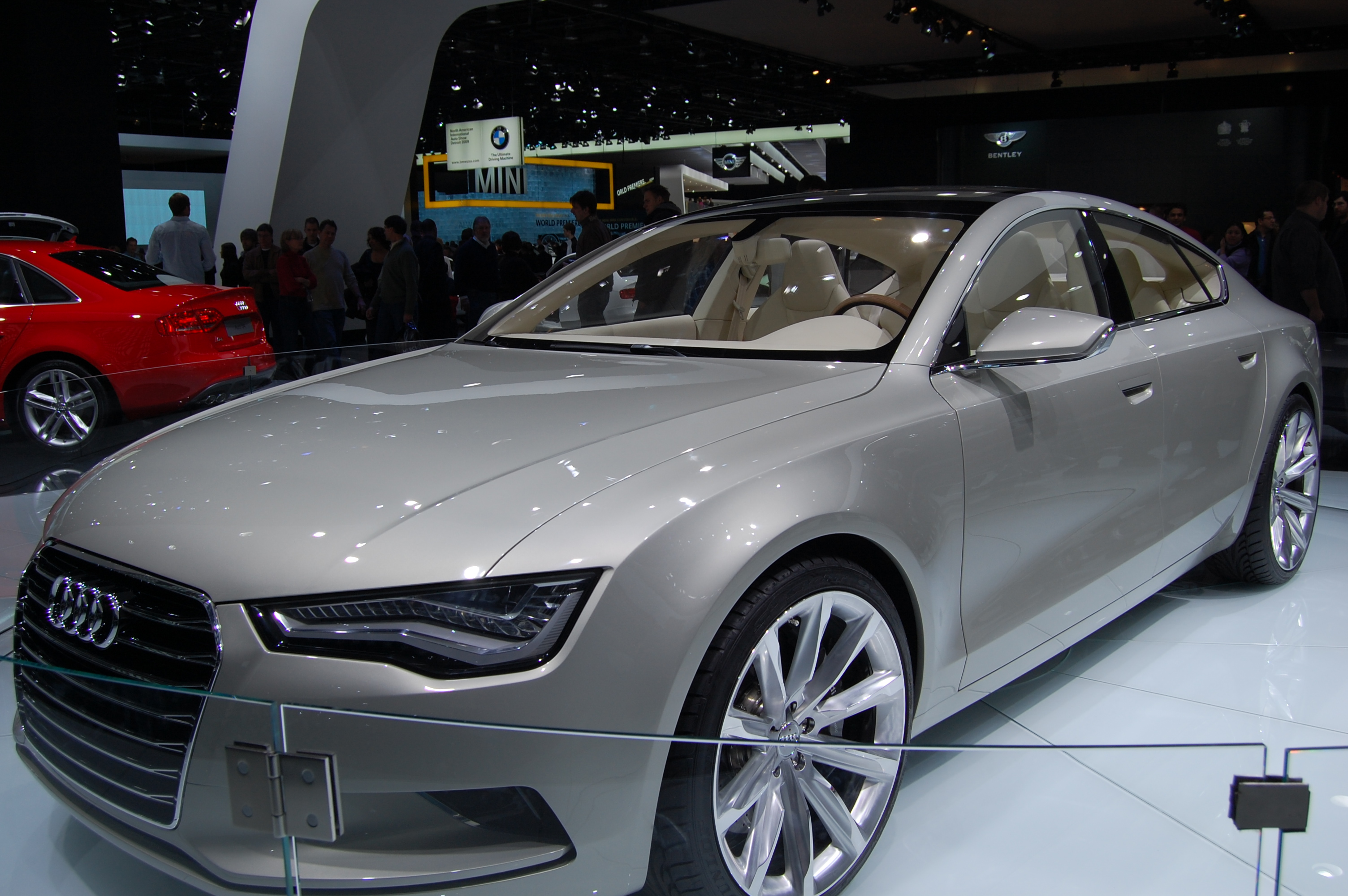
Audi Sportback Concept на выставке 2009 года

Автосалон в 2009 году прошёл с 11 по 25 января.
- 11—13 января — дни прессы;
- 14—15 января — дни специалистов;
- 16 января — день просмотра для сбора средств в благотворительный фонд;
- 17—25 января — дни для открытого посещения.

#### Презентация легковых автомобилей
- 2010 Audi A3 2.0 TDI (Североамериканский дебют)
- 2009 BMW Z4
- 2010 Buick LaCrosse
- 2010 Cadillac SRX
- 2011 Chevrolet Cruze (Североамериканский дебют)
- 2010 Chevrolet Equinox
- Fisker Karma
- 2010 Ford Mustang Shelby GT500
- 2010 Ford Taurus
- 2010 Honda Insight
- 2010 Jaguar XFR
- 2010 Jaguar XKR
- 2010 Lexus HS 250h
- 2010 Lincoln MKT
- 2009 Mini Cooper Convertible
- 2009 Saab 9-5 Griffin
- 2010 Toyota Camry
- 2010 Toyota Prius

#### Презентация концепт-каров
- Audi Sportback concept
- Cadillac Converj
- Chevrolet Orlando концепт (Североамериканский дебют)
- Chrysler 200C EV
- Dodge Circuit EV
- Fisker Karma S Concept
- Jeep Patriot EV
- Kia Soul’ster
- Lincoln C
- Mercedes-Benz BlueZero концепты
  - E-Cell (electric)
  - E-Plus (plug-in hybrid)
  - F-Cell (fuel cell)
- Subaru Legacy concept
- Toyota FT-EV
- Volkswagen Concept BlueSport[163]
- Volvo S60 concept